# Дарлинг, Джим
Джеймс Дарлинг (англ. James Darling) — американский политик, действующий мэр города Мак-Аллен (Техас) с 2013 года. Переизбран в мае 2017 года.

## Образование
Дарлинг получил степень бакалавра гуманитарных наук в Бэйлорском университете и степень доктора юридических наук. Является лицензированным судебным специалистом Верховного суда Техаса и Федерального суда Южного округа Техаса.

## Карьера
Дарлинг проработал 28 лет городским прокурором в Мак-Аллене. Также работал в других государственных учреждениях, работал в качестве городского комиссара округа № 6 до того, как был избран мэром Мак-Аллена.

## Взгляды
В интервью NPR после того, как Дональд Трамп посетил Мак-Аллен в январе 2019 года, Дарлинг сказал: «Ещё одна вещь, которую он сказал, мы считаем важной — это не просто стена. Это охрана границ. Это больше ботинок на земле, больше пограничников, больше технологий, дорог, которые им нужны, и т. д.». Хотя он считает, что Соединённые Штаты нуждаются в охране границ, он заявил, что «стена не имеет смысла, особенно когда Рио-Гранде выступает в качестве естественной границы и где частная собственность усложняет строительство стены».

## Личная жизнь
Жена — Сандра. Имеет 3 сыновей и 3 дочек.